# Вршовцы

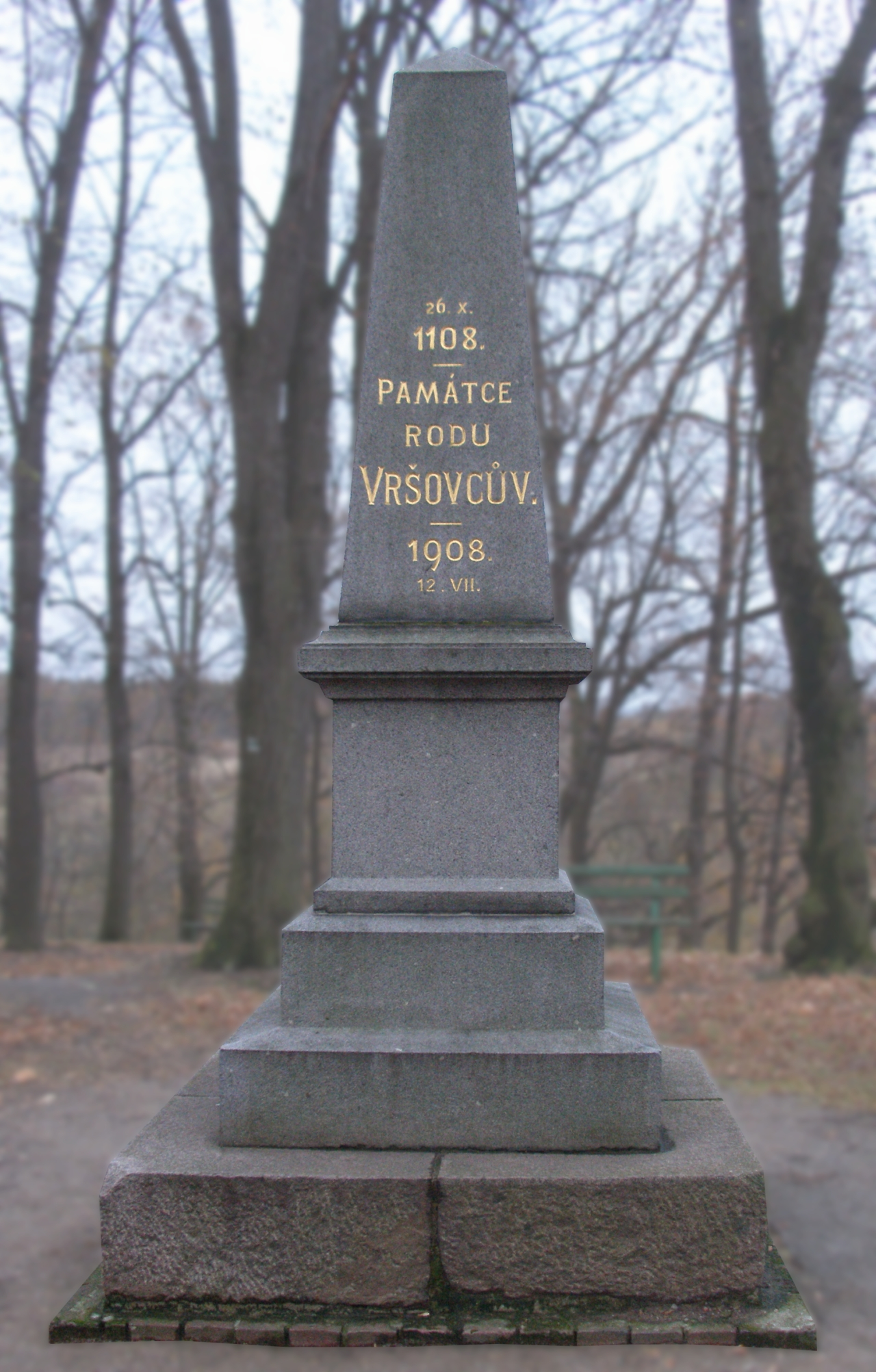
Памятник роду Вршовцев (Врацлав, Чехия)

Вршовцы (Вршовичи, Вершовичи, чеш. Vršovci, пол. Wrszowcy) — княжеский род в Чехии, в X—XII веках — третий по влиятельности клан после королевской династии Пржемысловичей и князей Славниковичей. Владели городами Жатец и Литомержице. Убежденные язычники, они долгое время оставались в стороне от христианства. После 1108 г. переселились в Польшу и другие европейские страны.
Считается, что название племени происходит от латинского Ursus, то есть «медведь». Потомки Вршовцев, переселившиеся в Польшу, использовали герб Вршин (Равич).

## Краткая история
Вршовцы участвовали в жестокой борьбе за власть, шедшей в Богемии в конце X — начале XI веков н. э. Они зачастую сотрудничали с отдельными представителями рода Пржемысловичей, желавшими укрепить свои позиции, и выполняли их политические заказы за вознаграждение.
Так, в 995 году Вршовцы по договорённости с Болеславом II Благочестивым напали на г. Либице и совершили убийство пятерых (по иным версиям, четырёх) братьев Славниковичей: Спитимира, Побраслава, Поржея, Часлава, а также Собебора, который, по некоторым данным, все же уцелел. Епископ Чехии Адальберт-Войтех, также принадлежавший к роду Славниковичей и позднее причисленный к лику святых, предал Вршовцев проклятию за содеянное злодеяние. Он предсказал, что их род трижды подвергнется разорению. Его пророчество вскоре сбылось.
Вршовцы нередко оказывали давление на неугодных отпрысков рода Пржемысловичей, опасных претендентов на княжеский престол. В 1002 г. они, по всей видимости, участвовали в смещении с престола князя Болеслава Рыжего, призвав на его место польского князя Владивоя. Однако их ставленник вскоре умер, и смещенный ранее Болеслав вновь появился в Вышеграде. Как и следовало ожидать, он жестоко покарал организаторов заговора. Это произошло после 10 февраля 1003 г., во время великого поста. Притворившись, что простил все обиды, князь Болеслав собрал всю знать в доме одного из вельмож и вместе с сообщниками устроил массовое избиение безоружных людей (в том числе собственноручно зарубил мечом своего зятя-Вршовца).
При смене правителя Чехии Вршовцы часто оказывались в опасном положении: будучи соратниками одного Пржемысловича, они могли быть смертельными врагами другого, так как представители королевской династии не останавливались перед убийством или ослеплением кровных родственников ради достижения престола. Такая ситуация сложилась и при Брячиславе II в 1096 г.:
«Брячислав II не любил упоминавшийся выше род Вршовцев и не преминул расправиться с ним. Придворный Мутина, сын Божея, был отстранен от дел, и у него было отнято имущество в пользу казны королевства. Божей с женой и двумя сыновьями оказались на судне, водами Дуная провезшим их в Сербию. А вскоре Мутина и Божей встретились в Польше, и оба были там радушно приняты»
(Гудзь-Марков А. В. История славян. 9.2. История Чехии 1061—1109 гг.).

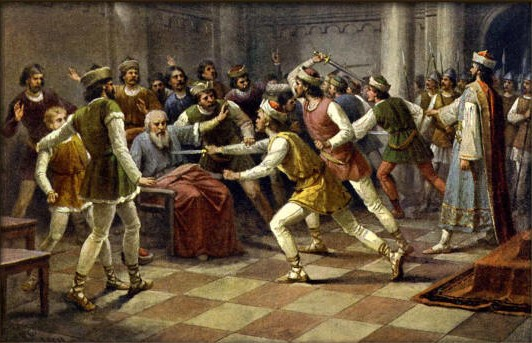
«Истребление Вршовцев» — картина Йосефа Матгаусера.

В случае конфликта с князем Вршовцы не отказывались от борьбы за свои интересы и не останавливались перед убийством престолодержателя. 20 декабря 1100 г. Брячислав II охотился в окрестностях деревни Збечно, когда навстречу ему вышел человек по имени Лорк из рода Вршовцев и вонзил в живот королю рогатину, отчего чего тот скончался. Организаторами убийства Брячислава II были, по одной из версий, опальные представители рода Вршовцев — Божей и Мутина, находившиеся в то время в Польше. Преемник убитого князя предпочёл замириться с опасными вельможами и вернул им конфискованные владения. Возвратившиеся в Чехию Божей и Мутина получили в управление города Жатец и Литомержице. Однако их благоденствие было недолгим.

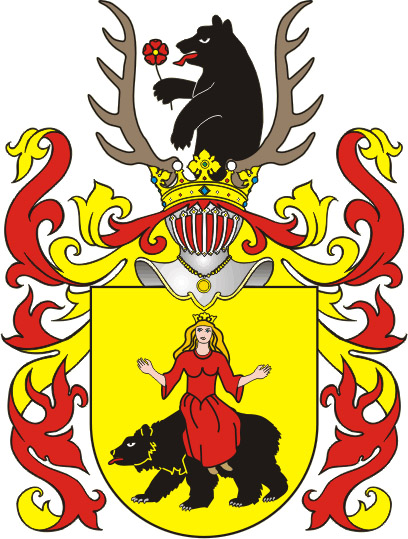
Герб Вршовцев в Польше — Равич (Вршин)

В 1108 году Вршовцы, окончательно проиграв феодальную усобицу с Пржемысловичами, подверглись жестоким преследованиям со стороны Святополка, сына Ота I, князя Оломоуцкого. На горе Петржин в Праге, а также во Врацлаве и Либице состоялись массовые казни Вршовцев. Владения Вршовцев были объединены с княжескими землями. Уцелевшая часть рода бежала в Польшу, Венгрию и другие соседние страны. В Польше Вршовцев милостиво встретил Болеслав III Кривоустый и пожаловал им земли, граничащие с империей. Вршовцы расселились в Польше, в основном в Силезии, оттуда расселились в Мазовию. Быстро ополячились  и благополучно жили там, часто занимая почётные должности в светской и духовной иерархиях. Среди их потомков было немало гетманов и маршалов, каштелянов и епископов.
В 1410 г. принимали активное участие в Грюнвальдской битве: полк под предводительством Кристиана из Острова, краковского каштеляна, входил в состав польского войска и отличился на поле боя.
Некоторые из потомков Вршовцев приняли герб Rawicz, другими был выдвинут герб Окша.

## Известные представители рода
- Коран (Koran) (995—1040)
- Божей, сын (1040—1083)
- Мутина, сын (в Литомержице 1083—1108)
- Божей, брат (в Жатце 1083—1108)

Ранняя история Вршовцев (до 1109 г.) изложена в «Чешской хронике» Козьмы Пражского.